# Arturo Hernández (presentador)
Arturo Hernández, también conocido como el Comandante Hernández, es la cabeza detrás de la plataforma Los Supercívicos que con más de 2 millones de seguidores, ha sido ganadora del Premio Nacional de Periodismo 2018.

## Descripción
Es un proyecto que lleva más de 10 años generando conciencia cívica utilizando el humor como herramienta de cambio. En 2016, a ese civismo y humor, se le sumó el factor tecnológico con la llegada de la app Supercívicos, una app gratuita descargable en tiendas Android y IOS que permitía a los usuarios generar un videoreporte geolocalizado con el bache, luz que no sirve, basurero clandestino o algún otro caso que el ciudadano quisiera reportar.
Los Supercívicos es un conjunto de 100 proyectos seleccionados por Facebook en su Community Leadership Program. La app Supercívicos fue seleccionada como la mejor del mundo en la categoría de Ciudadanía y Gobierno de los World Summit Awards (WSA 2019), una iniciativa de la ONU que premia a proyectos tecnológicos que generan un impacto positivo en sus sociedades. También, a finales del mismo 2019, la aplicación resultó ganadora entre más de 500 proyectos de alrededor del mundo en los MIT SOLVE del Massachusetts Institute of Technology.
Ha participado en programas de entretenimiento y ha redactado escritos para colaboraciones de varias revistas. Trabajo para MTV Latinoamérica primero en Miami conduciendo programas como el Top 20 MTV o MTV Afuera que anduvo a lo largo de Latinoamérica, de 1995 a 1997. Entre 1996 y 1999 sustituyó a Alfredo Lewin en la conducción del programa Conexión, uno de los programas estelares del canal durante su época de auge y en 2002 participó la versión norte del mismo programa, sustituyendo a Ruth Infarinato y en 2003 condujo El Trip MTV.
En 2007 fue coconductor de Ya es 1/2 día en China, un late night transmitido por Canal Sony a toda Latinoamérica.
En 2011 fue VJ o presentador del programa MTVSET, un programa de revista itinerante, el cual aborda temas de interés juvenil, con contenido generado en toda la región de Latinoamérica.
El 29 de abril de 2013 inicia Houston Tenemos un programa, programa nocturno o late night transmitido por el canal 52MX de MVS Televisión y en el cual Arturo Hernández es el presentador.
En 2016 colabora en Claro Sports durante los Juegos Olímpicos de Río 2016 para las transmisiones de Río Suena, un Night Late realizado en México sobre lo mejor de las competencias olímpicas durante el día Acompañado de Javier Solórzano,  Laura García, Alberto Lati y Bernardo de la Garza.